# Boophis goudotii
Espèce
Synonymes
- Polypedates goudoti var. variolosa Steindachner, 1864
- Rhacophorus callichromus Ahl, 1928
- Rhacophorus untersteini Ahl, 1928
- Rhacophorus fasciolatus Ahl, 1929 "1928"
- Rhacophorus flavoguttatus Ahl, 1929 "1928"
- Rhacophorus hyloides Ahl, 1929 "1928"
- Rhacophorus kanbergi Ahl, 1929 "1928"

Statut de conservation UICN

 LC  : Préoccupation mineure
Boophis goudotii est une espèce d'amphibiens de la famille des Mantellidae.

## Répartition
Cette espèce est endémique de Madagascar. Elle est présente entre 900 et 2 200 m d'altitude dans le centre, l'Est et le Nord-Ouest de l'île,.

## Description
Boophis goudotii mesure de 50 à 70 mm pour les mâles et de 75 à 87 mm pour les femelles, voire pour certains individus 100 mm. Son dos varie entre le quasiment noir et le jaunâtre avec des points noirs. Sa peau est granuleuse chez les mâles durant la période de reproduction et lisse chez les femelles. Les mâles ont un seul sac vocal.

## Étymologie
Cette espèce est nommée en l'honneur de Jules Prosper Goudot.

## Publication originale
- Tschudi, 1838 : Classification der Batrachier, mit Berucksichtigung der fossilen Thiere dieser Abtheilung der Reptilien, p. 1-99 (texte intégral).